# The Bermuda Gazette
The Bermuda Gazette, fondé en 1784 et actif jusqu'en 1816, est un hebdomadaire de langue anglaise publié aux Bermudes. 

## Histoire
Publié par Joseph Stockdale, puis par ses trois filles de 1803 à 1816, l'hebdomadaire The Bermuda Gazette fut le premier journal des Bermudes. En 1782, la législature des Bermudes établit une presse à imprimer et fit venir Stockdale d'Angleterre pour la faire fonctionner.
Joseph Stockdale et le journal ont été honorés sur des timbres des Bermudes en 1984, à l'occasion du 200e anniversaire du service postal et du journal des Bermudes.